# Мозамбіцький метікал
Мозамбіцький метикал (порт. Metical de Moçambique, фр. Metical) — національна валюта Мозамбіку; 1 метикал = 100 сентаво.
Як національна валюта Мозамбіку, що здобув незалежність у 1975 році, метикал був прийнятий 16 червня 1980 року, змінивши ескудо, яке нагадувало про колоніальне минуле країни, її звʼязки з Португалією. 1 червня 2006 року національна валюта Мозамбіку була піддана деномінації, в ході якої 1000 старих, неденомінованих метікалів обмінювали на 150 один новий.
В готівковому обігу перебувають банкноти номіналом у 20, 50, 100, 200, 500, 1000 метикалів.

## Банкноти

### Перший метікал
Перший метікал мав три видання банкнот:
1. У 1980 році (16 червня 1980 року) були введені банкноти номіналом 50, 100, 500 і 1000 метікал.
2. Ті ж самі банкноти та номінали були повторно випущені у 1983 році (16 червня 1983 року) з новим державним логотипом. Також, у 1989 році (3 лютого 1989 року) були введені банкноти номіналом 5000 метікал.
3. У 1991 році (16 червня 1991 року) були випущені банкноти номіналами 500, 1000, 5000 і 10000 метікал. Після цього, у 1993 році (16 червня 1993 року), з'явилися банкноти номіналами 50000 і 100000 метікал, у 1999 році (16 червня 1999 року) — банкноти номіналом 20000 метікал, а у 2003 році (16 червня 2003 року) — банкноти номіналами 200000 і 500000 метікал.

### Другий метікал
З 1 липня 2006 року в Мозамбіку були введені нові банкноти з наступними номіналами: 20, 50, 100, 200, 500 і 1000 метікал. 
1 жовтня 2011 року Банк Мозамбіку випустив нову серію банкнот, які мають подібний дизайн до банкнот 2006 року, але з покращеними заходами безпеки. Три менших номінали тепер друкуються на полімері, тоді як більш великі номінали залишаються на папері. Банкноти вищого номіналу друкує компанія De La Rue. 
| Серія 2006 року | Серія 2006 року | Серія 2006 року     | Серія 2006 року | Серія 2006 року      | Серія 2006 року      | Серія 2006 року | Серія 2006 року |
| Зображення      | Зображення      | Номінал (метикалів) | Розміри (мм)    | Основні кольори      | Опис                 | Опис            | Рік друку       |
| Аверс           | Реверс          | Номінал (метикалів) | Розміри (мм)    | Основні кольори      | Аверс                | Реверс          | Рік друку       |
| --------------- | --------------- | ------------------- | --------------- | -------------------- | -------------------- | --------------- | --------------- |
|                 |                 | 20                  | 66 х 141        | Фіолетовий, рожевий  | Портрет Самора Машел | Носоріг         | 2006            |
|                 |                 | 50                  | 65 х 144        | Жовтий, коричневий   | Портрет Самора Машел | Антилопи        | 2006            |
|                 |                 | 100                 | 65 х 147        | Червоний, рожевий    | Портрет Самора Машел | Жирафи          | 2006            |
|                 |                 | 200                 | 65 х 150        | Синій, зелений       | Портрет Самора Машел | Леви            | 2006            |
|                 |                 | 500                 | 65 х 153        | Червоний, коричневий | Портрет Самора Машел | Буйволи         | 2006            |
|                 |                 | 1000                | 65 х 156        | Зелений, блакитний   | Портрет Самора Машел | Слони           | 2006            |